# باشگاه فوتبال قاسم‌پاشا اسپور
باشگاه فوتبال قاسم‌پاشا اسپور (به ترکی استانبولی: Kasımpaşa Spor Kulübü) باشگاه فوتبال ترکیه‌ای است که در سال ۱۹۲۱ در مفید آباد از شهرهای استان استانبول تأسیس شده‌است و هم‌اکنون در سوپر لیگ فوتبال ترکیه بازی می‌کند. ورزشگاه رجب طیب اردوغان محل انجام بازی‌های خانگی این تیم می‌باشد. بهترین گلزن این تیم در تمام دوران هانی صفرزاد بوده است.

## نقل و انتقالات
در یکی از جنجالی‌ترین انتقالات فصل ۲۰۱۹–۲۰۲۰ ریکاردو کوارشما در پی اختلاف با رئیس باشگاه فوتبال بشیکتاش فکرت اورمان با فسخ قرارداد از بشیکتاش به قاسم پاشا پیوست.